# گروه صنعتی هواپیمایی هاربین
گروه صنعتی هواپیمایی هاربین (انگلیسی: Harbin Aircraft Industry Group) بک کمپانی ساخت هواگردهایی با نام هاربین است، این کمپانی در کشور چین مستقر است.